# Jean-Pierre Stock
Jean-Pierre Stock, francoski veslač, * 1889, † 1950.
Stock je za Francijo nastopil na Poletnih olimpijskih igrah 1924 v Parizu. V dvojnem dvojcu je z veslaškim partnerjem Marcom Dettonom osvojil srebrno medaljo. 